# Ansila
Ansila (fl. 441) è stato un generale bizantino.

## Biografia
Nulla si sa di lui se non che era uno dei generali della flotta di 1100 navi che l'Imperatore Teodosio II aveva inviato in Sicilia nel 441 per recuperare Cartagine ai Vandali; la flotta tardò ad attaccare i Vandali e alla fine fu richiamata a Costantinopoli, senza aver ottenuto alcun risultato, da Teodosio II a causa di una pericolosa incursione unna nei Balcani che richiedeva tutte le forze possibili per arrestarla. Fu magister militum per Thracias o per Illyricum.